# L'Accompagnement (film, 1966)
Pour plus de détails, voir Fiche technique et Distribution.
L'Accompagnement est un court-métrage français réalisé par Jean-André Fieschi, sorti en 1966. 

## Synopsis
Un musicien a été chargé de composer la musique d'un film. Son attention est détournée constamment par l'environnement intellectuel dans lequel il travaille.

## Fiche technique
- Titre : L'Accompagnement
- Réalisation : Jean-André Fieschi
- Scénario : Jean-André Fieschi, Claude Ollier
- Photographie : Georges Lendi
- Son : Michel Fano
- Musique : Francis Miroglio
- Montage : Jean Eustache
- Pays d'origine :  France
- Format : Court métrage, Noir et blanc
- Durée : 27 minutes

## Distribution
- Édith Scob
- André Téchiné
- Jean Eustache
- Claude Ollier
- Marcelin Pleynet
- Maurice Roche

## À propos du film
- L'Accompagnement n'a jamais été diffusé en France dans le circuit commercial. Selon Imdb, il est sorti aux États-Unis en 1969.